# Chris Monroe
Christopher Edward Monroe, detto Chris (Silver Spring, 19 gennaio 1981), è un ex cestista statunitense, professionista in Europa.
Giocava nel ruolo di playmaker ma riusciva a esprimersi meglio come guardia, con un'altezza di 188 cm e un peso di 90 kg. Nella stagione 2007-08 ha giocato per la prima volta il campionato di massima serie italiana.

## Pre Italia
Prima di arrivare in Italia, aveva giocato in due stati europei: ha frequentato prima il college a Good Council e poi si era trasferito nella George Washington University (ultimo anno da 20 punti di media). Dopo il college, nel 2003 ha giocato in Austria, nel BK Kalendermacher, segnando 22 punti di media. Ha poi giocato per due anni (dal 2004 al 2006) nel Atomeromu SE Paks, nella serie A dell'Ungheria, vincendo la Coppa e il campionato Ungherese. Nei play-off della serie A ungherese, Monroe è stato eletto MVP dei play-off, viaggiando a 23,6 a partita, con il 54% da due, il 47% da tre punti e l'85% dalla lunetta.

## Esperienza a Pavia in Lega2
Monroe viene acquistato dall'Edimes Pavia, squadra di Legadue per il campionato 2006-07. Qui tiene eccellenti medie realizzative, 23,4 punti in campionato, 23,9 nei play-off. Nei playoff Pavia arriva incredibilmente in finale, dove viene però sconfitta dalla favorita Scavolini Pesaro.
In questa stagione Monroe entra direttamente nel cuore della curva pavese, e di tutto il Palaravizza, per la sua umiltà e dedizione, sempre a dare il massimo per il bene della squadra.

## La Serie A
Dopo la parentesi all'Edimes Pavia arriva alla Eldo Napoli. All'inizio Monroe fatica, sia per la mancanza di chimica della squadra (dovuta a infortuni durante il pre-campionato) sia per problemi fisici. Monroe poi fa vedere quasi sempre il suo talento nelle ultime partite, ma non basta a Napoli per qualificarsi ai play-off dopo il comunque pessimo inizio di stagione.
Conclude il suo primo anno di Serie A Italiana con 16 punti di media, nono miglior realizzatore totale della Serie A.
Dopo il fallimento della Eldo Napoli si trasferisce in Francia, accasandosi al Roanne. Nella stagione 2009/2010 gioca nel massimo campionato latino con il Paok Salonicco.
Firma nell'estate del 2010 con l'Olimpia Milano con la quale conclude la stagione e disputa i play-off arrivando a giocare la finale scudetto persa dai meneghini per 4-0.
Il 14 luglio 2010 firma per la New Basket Brindisi.

## Palmarès
- Coppa d'Ungheria (2005)
- Campionati d'Ungheria (2005 e 2006)
- Finalista Coppa d'Austria (2006)
- MVP Finali Campionato d'Austria (2006)
- Finalista Campionato di Serie A (2010)